# Anisodactylus binotatus
Anisodactylus binotatus es una especie de escarabajo del género Anisodactylus, categorizada en la tribu Harpalini, de la subfamilia Harpalinae. Fue descrita por Fabricius en 1787.

## Distribución
Se distribuye por Islandia, Irlanda, Gran Bretaña, Dinamarca, Noruega, Suecia, Finlandia, Francia, Bélgica, Países Bajos, Alemania, Suiza, Austria, Chequia, Eslovaquia, Hungría, Polonia, Estonia, Letonia, Lituania, Bielorrusia, Ucrania, islas Feroe, Portugal, España, Italia, Malta, Eslovenia, Croacia, Bosnia y Herzegovina, Macedonia del Norte, Albania, Grecia, Bulgaria, Rumania, Moldavia, Marruecos, Argelia, Líbano, Siria, Turquía, Chipre, Emiratos Árabes, Irán, Azores , Madeira, Georgia, Armenia, Azerbaiyán, Kazajistán, Uzbekistán, Turkmenistán, Kirguistán, Tayikistán, Afganistán, China, Nueva Zelanda, Estados Unidos, Canadá y Rusia.